# Linia kolejowa Bologna – Firenze
Linia kolejowa Bolonia – Florencja – jedna z głównych linii kolejowych we włoskiej sieci kolejowej, łącząca kolej w dolinie Padu z koleją Toskanii i Włoszech Centralnych w Apeninach. Jest również znana jako Direttissima Bologna-Firenze, gdzie direttissima w języku włoskim oznacza "najbardziej bezpośrednie". Budowa linii była największym osiągnięciem inżynierii Włoch w pierwszej połowie XX wieku. Po otwarciu linii w 1934 znacznie skrócił się czas podróży. Było to możliwe dzięki budowie tunelu o długości 18,507 km. Nowa linia KDP Bolonia – Florencja została otwarta 5 grudnia 2009. Ma długość 78,5 km z czego 73,8 km to tunele.